# 黔州观察使
黔州观察使，即武泰军节度使，唐朝在今贵州省北部设立的节度使。
738年，设置五溪经略使，755年增加守捉使。756年，设黔中节度使，不久废除。黔州观察使大历十二年（777年）设置，治所在黔州（今重慶市彭水县）。领黔州、施州、夷州、辰州、思州、费州、溆州、溱州、南州、播州、锦州、珍州，785年，改治辰州，增加奖州、溪州，787年还治黔州。管辖今湖北省恩施以南，湖南省沅陵以西，贵州省遵义、铜仁以北。808年，增加涪州，848年，涪州归荆南节度使。大顺元年（890年）建号武泰军节度使。下辖黔州、施州、夷州、辰州、思州、费州、溆州、溱州、南州、播州、锦州、珍州、涪州、奖州、溪州，893年，改称观察使，903年，一度治涪州。

## 历代節度使
- 赵国珍（756年—762年）
- 薛舒（762年—765年）
- 萧建（大历年间）
- 李樟（大历年间）
- 李国清（777年—779年）
- 李通（780年—781年）
- 元全柔（781年—786年）
- 李模（786年—788年）
- 李速（789年）
- 吕颂（789年—792年）
- 崔穆（792年—795年）
- 王础（795年—799年）
- 韦士宗（本名韦士伋、韦士文）（799年—801年）
- 裴佶（801年—804年）
- 郗士美（804年—807年）
- 李词（807年—808年）
- 窦群（808年—811年）
- 崔能（811年—813年）
- 李道古（813年—816年）
- 魏义通（816年—819年）
- 严谟（819年—821年）
- 崔元略（821年—822年）
- 裴弘泰（827年—831年）
- 陈正仪（831年—834年）
- 李玭（835年—838年）
- 张沼（838年—840年）
- 马植（840年—846年）
- 韦康（847年）
- 南卓（852年—854年）
- 陈君实（大中、咸通年间）
- 李褒（咸通年间）
- 卢潘（863年—866年）
- 鱼孟威（866年—868年）
- 秦匡谋（869年—873年）
- 李坰（874年—878年）
- 高泰（879年—880年）
- 陈侁（883年）
- 曹诚（885年）
- 憘实（885年—887年）
- 李鋋（887年—893年）
- 王瓌（892年，赴任途中被杀）
- 曹诚（893年，未赴任）
- 李鋋（895年）
- 王建肇（895年—896年）
- 赵武（又名赵崇）（896年—902年）
- 晋晖（？—？）
- 王宗本（903年—？）
- 晋晖（908年—917年）
- 潘炕（911年—913年）
- 王宗训（914年）
- 潘峭（914年—915年）
- 李继崇（916年）
- 李承约（926年）
- 李绍义（927年—928年）
- 安崇阮（929年）
- 杨汉宾（929年—930年）
- 崔善（930年）
- 李彦琦（931年）
- 李肇（932年—933年）
- 赵季良（933年—935年）
- 安思谦（935年）
- 侯宏实（936年—937年）
- 王处回（938年—941年）
- 谢从志（941年）
- 伊审征（955年）